# Искорское городище
Иско́рское городи́ще — археологический памятник в 5 км к северо-востоку от села Искор Ныробского городского поселения Чердынского района Пермского края, Россия. Вместе с природной достопримечательностью «Узкая улочка» составляет ландшафтный памятник природы регионального значения.

## Описание
Расположено в урочище Малый Искор. Раскопано в 1819 В. Н. Берхом и С. И. Сергеевым в 1895. Эти исследователи нашли много древних предметов: бердыш, сошник, ключ с золотой насечкой, серебряное кольцо, 2 ножа, копьё, несколько замков. Их дело продолжил известный пермский учёный В. А. Оборин, д.и.н., профессор, начальник Камской археологической экспедиции ПГУ. Археологические раскопки, проведенные в 2001—2008 годах, показали, что Искор являлся неукрепленным святилищем, а не «городком»: не обнаружено ни фортификационных сооружений, ни жилых построек.